# Grace Coolidge
Grace Anna Goodhue Coolidge (Burlington (Vermont), 3 januari 1879 - Plymouth (Vermont), 8 juli 1957) was de echtgenote van Amerikaans president Calvin Coolidge en de first lady van het land tussen 1923 en 1929. Ze groeide op in Burlington, Vermont.
Ze was het enige kind van Andrew en Lemibra Goodhue. In 1902 studeerde ze af aan de universiteit van Vermont en ging lesgeven in een school voor dove kinderen in Northampton. Daar ontmoette ze Calvin Coolidge waar ze in oktober 1905 mee trouwde, een jaar later werd hun eerste zoon John geboren.
Grace had een groot aandeel in de opmars van de politieke carrière van haar man. Ze werkte hard, nam deel aan activiteiten in de stad, ging naar de kerk en was uitermate vriendelijk. In 1908 kregen ze een tweede zoon, Calvin Jr. Nadat Coolidge gouverneur ging hij in Boston wonen en kwam tijdens de weekends naar huis.
In 1921 was ze de vrouw van de vicepresident en ging ze van huisvrouw naar de beau monde in Washington D.C. en werd al snel een van de populairste vrouwen in de hoofdstad.
Nadat president Harding overleed werd Coolidge president en Grace de first lady. Eén jaar later overleed haar zestienjarige zoon Calvin Jr, ondanks dat grote verdriet verwaarloosde ze haar taken als first lady niet. Tact en blijheid maakten haar een van de populairste gastvrouwen van het Witte Huis en toen ze Washington in 1929 verliet had ze de liefde en het respect van het land verdiend. Ze kreeg een gouden medaille van het National Institute of Social Science en in 1931 werd ze uitgeroepen tot een van de twaalf grootste levende vrouwen van Amerika.
Om meer privacy te hebben in Northampton kochten ze het huis "The Beeches", een groot huis met een grote tuin rondom. Calvin Coolidge stierf daar in 1933 en had zijn huwelijk samengevat in een autobiografie. Na zijn dood verkocht Grace het huis om kleiner te gaan wonen en deed dingen waar ze al jaren naar verlangde, het vliegtuig nemen, op reis gaan naar Europa. Ze bleef geregeld in de publiciteit en bleef ook actief in de dovenschool. In 1957 overleed ze, op 78-jarige leeftijd.

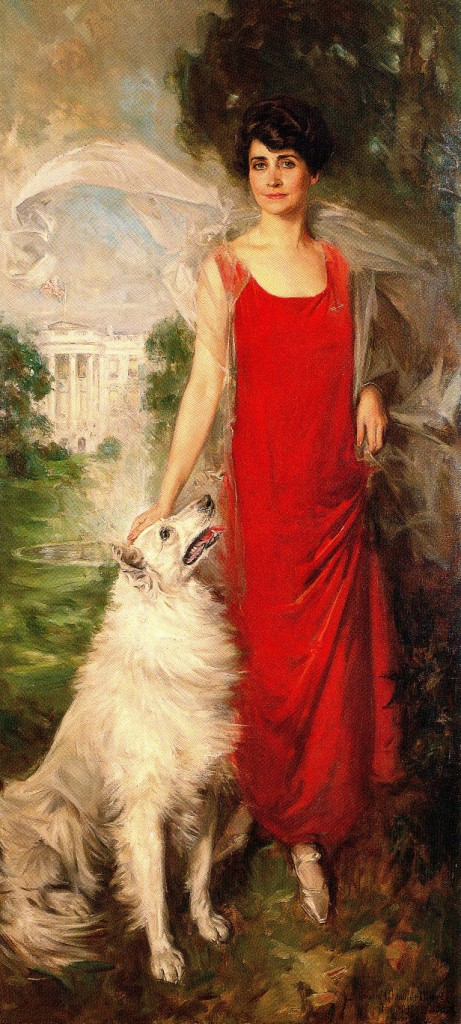
Staatsieportret van Grace Coolidge